# Siror
Siror é uma comuna italiana da região do Trentino-Alto Ádige, província de Trento, com cerca de 1.224 habitantes. Estende-se por uma área de 75 km², tendo uma densidade populacional de 16 hab/km². Faz fronteira com Canale d'Agordo (BL), Predazzo, Canal San Bovo, Mezzano, Imer, Tonadico, Tonadico, Transacqua.